# Klášter Draganac

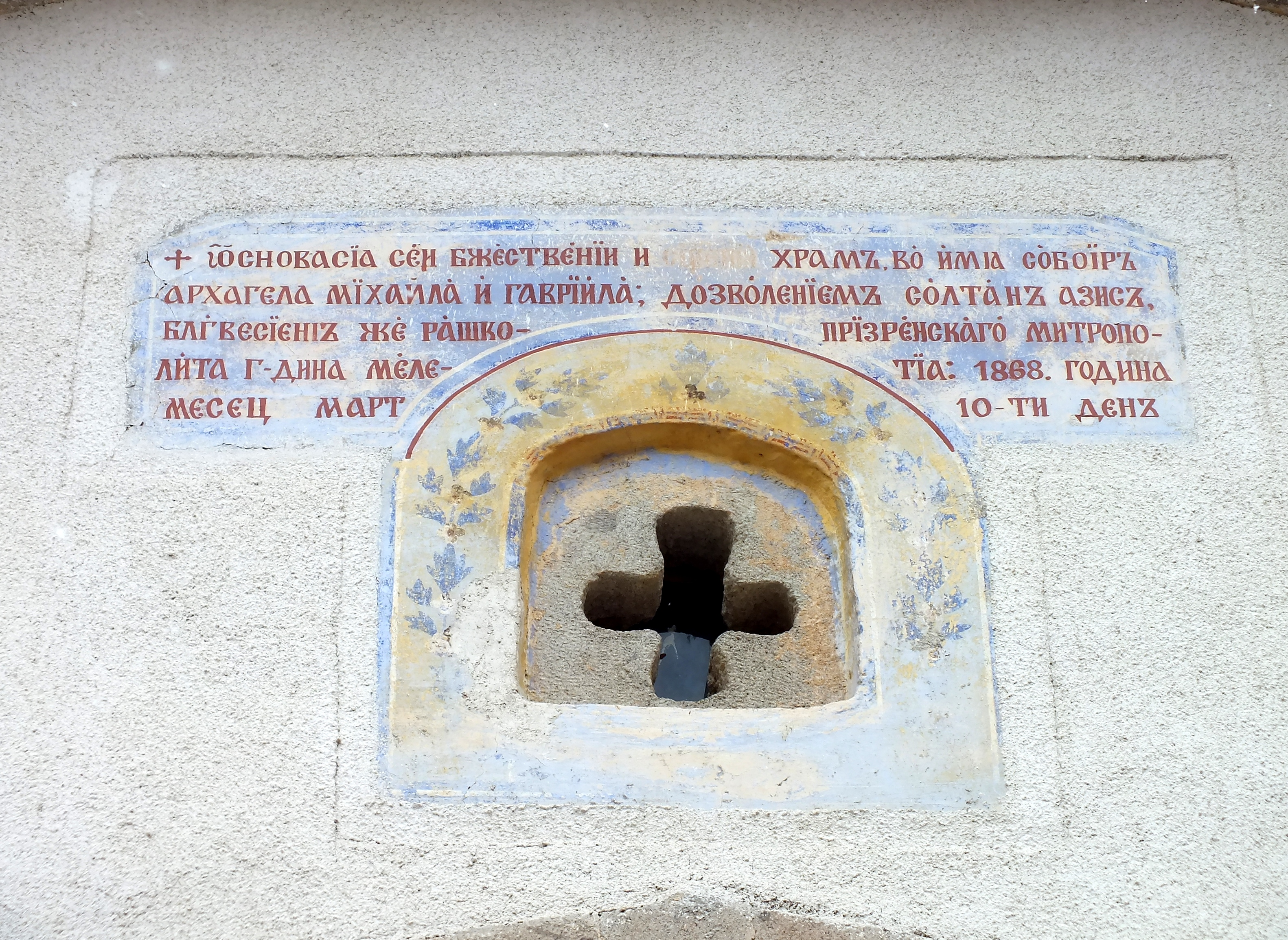
Nápis v klášteře

Klášter Draganac (srbsky Манастир Драганац/Manastir Draganac) se nachází ve východní části Kosova, v blízkosti měst Prilepac a Gnjilane. Byl vybudován ve 14. století, a administrativně spadá pod Rašsko-prizrenskou eparchii Srbské pravoslavné církve. 

## Historie
Klášter je poprvé připomínán v darovací listině knížete Lazara z roku 1381. Svůj název má podle jeho dcery Dragan. Po příchodu turecké nadvlády nad Balkánem byl klášter zpustošen. Obnova byla zahájena až v 19. století. Současná podoba areálu pochází z let 1865–1869, klášterní kostel je zasvěcen archandělu Gabrielovi. U kláštera vznikla ve své době i jedna z prvních místních škol.
V blízkosti areálu se nachází pramen léčivé vody. V dobách existence socialistické Jugoslávie nesloužil své funkci; namísto mnichů byl areál předán státu, který jej využíval jako sirotčinec až do roku 1971. Poté byl areál zcela prázdný a chátral.[zdroj?] Mniši se vrátili do kláštera v roce 1999. Klášter byl naposledy obnoven v roce 2008.